# Torre d'en Plats i Olles
La Torre d'en Plats i Olles és un edifici de Vilanova i la Geltrú (Garraf) protegida com a Bé Cultural d'Interès Local.

## Descripció
Es tracta d'una torre de defensa de planta circular formant un volum lleugerament troncocònic que descansa sobre una que sobresurt. La coberta és plana amb un cos de sortida d'escala i gàrgoles ceràmiques. Hi ha un forjat intermitg. Els murs de càrrega són de pedra. Un pilar central de totxo suporta jàsseres de fusta que formen una creu. Hi ha embigats de fusta i empostissats.
La fàbrica és de pedra amb carreus petits i irregulars. Trobem una filada d'espitlleres amb esplandit emmarcades amb totxo. Els dos portals d'entrada estan emmarcats amb totxo, un és amb llinda i l'altra d'arc rebaixat. La cornisa perimetral és de totxo a sardinell.